# Polystichum fujisanense
Polystichum fujisanense är en träjonväxtart som beskrevs av Shunsuke Serizawa.
Polystichum fujisanense ingår i släktet Polystichum och familjen Dryopteridaceae. Inga underarter finns listade  i Catalogue of Life.